# Monroe (village, New York)
Pour les articles homonymes, voir Monroe.
Ne doit pas être confondu avec Monroe (New York).
Monroe est un village du comté d'Orange, dans l'État de New York, aux États-Unis,. En 2010, il comptait une population de 8 364 habitants.

## Démographie
Lors du recensement de 2010, le village comptait une population de 8 364 habitants, tandis qu'elle est estimée en 2020 à 9 343 habitants.